# 제주 초등학생 성추행 살인 사건
제주 초등학생 성추행 살해 사건(濟州初等學生性醜行殺害事件)은 2007년 3월 16일에 대한민국 제주특별자치도 서귀포시 서홍동에서 일어난 초등학생 유괴 성추행 살해 사건이다.
피해자 양지승 학생은 당시 서귀북초등학교 3학년이었다. 사건 당일 2007년 3월 16일, 서귀포시 서홍동 피아노학원차에서 내린 후 실종됐다가 40여일 만인 2007년 4월 24일, 서귀포경찰서가 수색한 결과 불과 100여m 밖에 떨어지지 않은 한 길 옆 과수원의 허스름한 관리사 옆 돌담 밑에 버려진 채로 발견됐다. 그 날 밤, 서귀포경찰서는 유력 용의자 송영칠(당시 48세)로부터 범행 일체를 자백받았다고 밝혔다. 그는 피해자를 납치살해하고 시신을 유기한 것은 인정했지만, 성폭행은 하지 않았다고 진술하였다. 그리고 송영칠은 1992년에도 유아를 납치하려다 미수에 그치는 등 전과 23범이다. 광주고등법원 제주지부 정갑주 판사는, 살인 및 미성년자 약취 유인죄로 피의자 송영칠에게 무기징역이라는 최종 판결을 내렸다.

## 같이 보기
- 성범죄